# Chuột chù Flower
Chuột chù Flower, tên khoa học Crocidura floweri, là một loài động vật có vú trong họ Chuột chù, bộ Soricomorpha. Loài này được Dollman mô tả năm 1915. Chúng là loài đặc hữu của Ai Cập.